# Jack's Mannequin
Jack's Mannequin је пиано рок музичка група из америчке савезне државе Калифорније. Групу је формирао Ендру Макман, некадашњи члан групе Something Corporate. Група је формирана 2004. године, а свој први албум је издала 2005. године. Албум првенац под називом Everything in Transit доживео је позитивне критике како од обожавалаца тако и од музичких стручњака. Група је издала и свој други албум 30. септембра 2008. године, под називом The Glass Passenger. 

## Чланови
- Ендру Макман - вокал, клавир
- Боби Андерсон - гитара
- Џонатан Саливан - бас гитара
- Џеј Макмилан - бубњеви